# Tinningstedt
Tinningstedt là một đô thị thuộc huyện Nordfriesland, bang Schleswig-Holstein, Đức. 